# Миргород
Ми́ргород — місто у Миргородському районі Полтавської області, адміністративний центр Миргородської міської громади і Миргородського району. Історичне населене місце.

## Походження назви
За «народною етимологією» це було зручне місце для ведення мирних переговорів між сусідніми племенами, народами — звідси, буцімто, і назва «Миргород».

## Географія
Місто Миргород розташоване на берегах річки Хорол, поблизу місця впадіння у неї річки Лихобабівка. Вище за течією на відстані 1 км від Миргорода розташоване село Білики, нижче за течією на відстані 0,5 км від Миргорода розташоване село Гаркушинці. Річка у цьому місці звивиста, утворює лимани, стариці і заболочені озера.
Через місто проходять автомобільні дороги Т 1710 Т 1715, Т 1719 та Р42, а також залізниця. Залізничні ворота міста — станція Миргород.

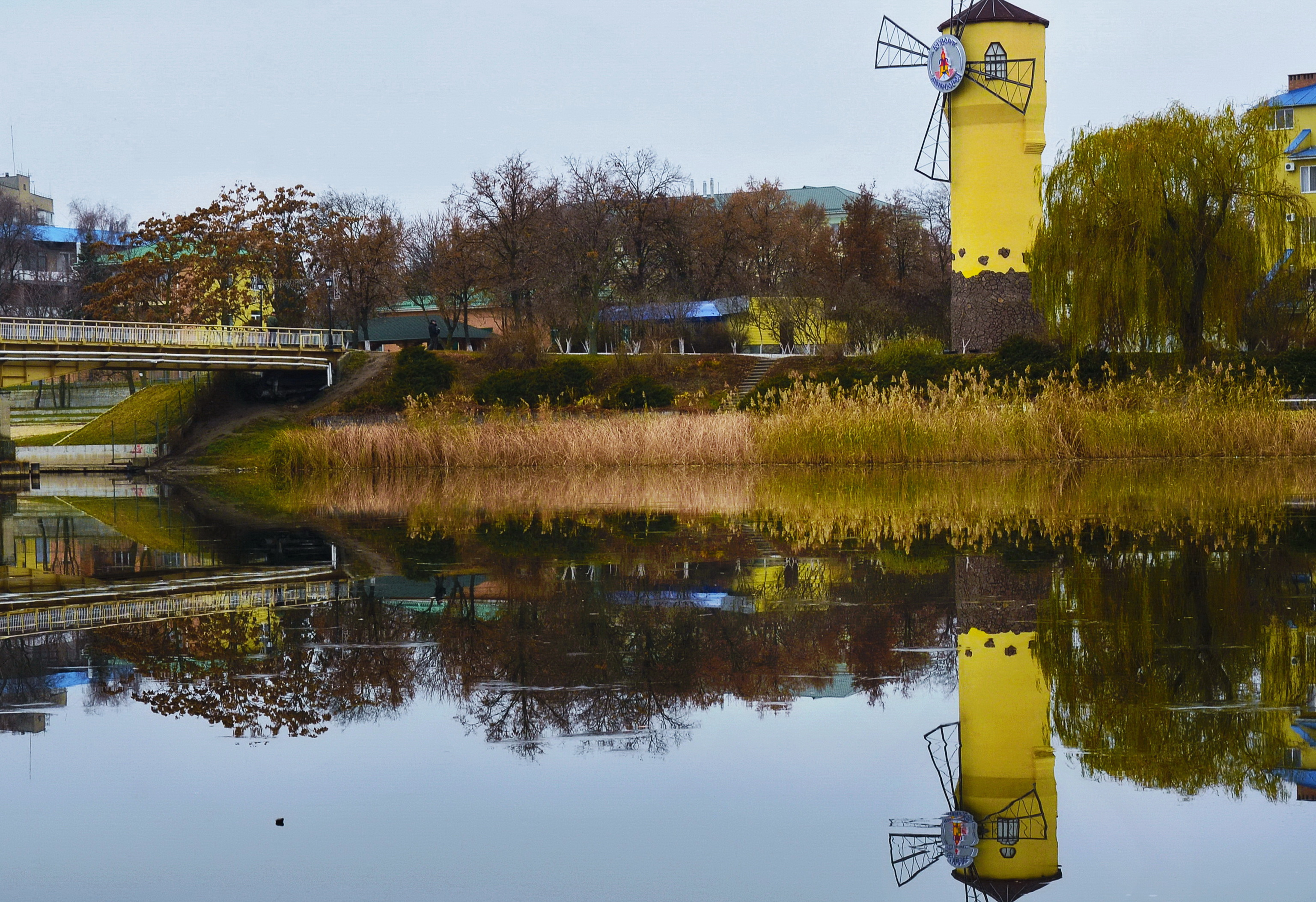
Миргород курортний. Вид з берегу р. Хорол

Миргород поділяється на велику кількість мікрорайонів та місцевостей, частина з яких є колишніми селами, що увійшли до складу міста. Місто розділене на 2 відносно рівні частини річкою Хорол та його старицями. У центральній частині міста, що знаходиться на лівому березі Хоролу, розташовані місцевості Гудимівка, Бакалівка, Пожежа. Поряд із Гудимівкою, на колишньому острові, утвореному двома рукавами Хоролу, розташовано місцевість Харківка. Південніше центру знаходиться місцевість Портянки. На захід від центру знаходиться місцевість Лісок. На півдні міста розташовані місцевості Острів (колишній острів на Хоролі), Олексенків Хутір. Залізниця відокремлює невеличку південну частину міста — поряд з Олексенковим Хутором, але з іншого боку залізниці, розташовано Гаряжин Хутір. Південніше вокзалу знаходиться Авіамістечко. У східній частині міста знаходяться мікрорайони Нафтомістечко та Сирзавод. На півночі лівобережної частини Миргорода знаходяться два великих мікрорайони Довге Озеро та Почапці — колишні села.
У правобережній частині міста знаходяться місцевості Ведмедівка, Царівка, Довгоселівка, Зінчаші (у порядку віддалення від центру на північ). Вздовж Хоролу та його стариць розташовані місцевості Приліпка, Королівщина, Стадня, Личанка та Дранки.

## Історія міста
Миргород — одне з найдавніших поселень Лівобережної України. Історики припускають, що його було засновано у XII—XIII століттях як сторожовий пункт східної околиці Київської Русі. Перші згадки про Миргород трапляються у XVI ст. Зокрема 1576 року за рішенням польського короля Стефана Баторія Миргород став центром реєстрового козацького полку. Протягом XVII століття місто кілька разів змінювало своїх володарів — польських магнатів.
Наприкінці XVI — на початку XVII ст. Миргород, невеличке містечко, населене реєстровими козаками, які були на службі у польського короля. Реєстровці брали участь у повстаннях проти польської шляхти: 1637 року під проводом Павлюка, 1638-го — на чолі з гетьманом Яковом Острянином.
За часів Визвольної війни проти шляхти 1648—1654 років Миргород знову став полковим містом. Полк нараховував 2630 козаків. 1658 року значна частина козаків під проводом миргородського полковника Г. Лісницького підтримала гетьмана І. Виговського, який намагався повернути Україні незалежність. Миргородці, також пізніше, (1666 року) підтримали гетьмана правобережної України П. Дорошенка, який проводив антиросійську політику. Тут спалахували великі повстання проти кріпосницької політики Москви. На початку XVIII ст. Миргород був значним торговельним і культурним центром. За ініціативи народних майстрів тут засновано художньо-промислову школу імені М. Гоголя.
- XII — XIII століття — Приблизний час заснування міста Миргорода
- 1576 — За рішенням польського короля Стефана Баторія Миргород стає центром реєстрового козацького полку.
- 1594 — 1596 роки — Миргородські козаки були учасниками селянсько-козацького повстання Наливайка
- 1637 рік — Миргородський полк бере участь у селянсько-козацькому повстанні Павлюка
- 1638 рік — Участь миргородських козаків у селянсько-козацькому повстанні проти польської шляхти під проводом гетьмана Якова Остряниці.
- 1638 року внаслідок селянсько-козацького повстання Острянина Миргородський полк тимчасово ліквідується.[4]
- 1648 рік — З початком Визвольної війни під керівництвом Богдана Хмельницького козацький полк було відновлено, і проіснував від до 1782 року.
- 1649 рік — Дата, з якої місто стало адміністративним центром Миргородського козацького полку.
- 1650 та 1656 роки — Гетьман Богдан Хмельницький відвідує Миргородський полк. Причина особистого навідування до невеличкого міста — те, що у ці роки Миргородський полк був третім за величиною з 16 полків України та був одним із найбоєздатніших у війську Богдана Хмельницького, а саме місто — значним центром з виготовлення селітри та пороху. Відповідно, у цей період миргородські козаки брали участь у всіх основних подіях війни з Польщею.
- 1695 рік — Миргородські козаки у складі українсько-російського війська брали участь у штурмі турецької фортеці Азов, де «полковникъ Міргородскій Данило Апостолъ паче прочихъ показалъ храбрость».
- З початку XVIII століття Миргород стає відомим на території Лівобережної України хліборобським, торговельним і культурним центром. Своїми виробами славилися миргородські чинбарі, гончарі, шевці, ткачі, теслярі. У місті 4 рази на рік збиралися багатолюдні ярмарки. Миргородські купці вели торгівлю з Данціґом (колишній Ґданськ), Ляйпціґом, Берліном.
- 1700 — 1721 роки — Миргородський полк у складі російської армії бере участь у закордонних походах, зокрема, у Північній війні (1700—1721).
- 1727 рік — З відновленням гетьманства миргородського полковника Данила Апостола було обрано гетьманом Лівобережної України (на цій посаді він пробув до своєї смерті 1734 року).
- 1756 — 1763 роки — Миргородський полк у складі російської армії та під проводом полковника Василя Капніста брав участь у Семирічній війні (1756 −1763).
- 1782 рік — З ліквідацією полкового козацького устрою Миргород увійшов до Київського намісництва.
- 1796 рік — Миргород увійшов до складу Малоросійської губернії
- 1802 рік — Миргород став повітовим містом Миргородського повіту новоутвореної Полтавської губернії.
- 1812 рік — Під час російсько-французької війни миргородці брали активну участь у бойових діях. Саме в той час у Миргороді квартирував Сіверський драгунський полк, де служив фундатор нової української літератури І. П. Котляревський.
- 1845 рік — Миргород відвідав Тарас Григорович Шевченко. Тут поет написав відому поему «Великий льох» та інші твори. На розі названої його іменем вулиці та вулиці Гоголя встановлено пам'ятник Кобзареві.
- 1859 рік — За тогочасними даними, у місті вже мешкало 5859 осіб (2883 чоловічої статі та 2974 — жіночої), налічувались 1203 дворові господарства, існували 4 православні церкви, лікарня, повітове училище, поштова станція, щорічно відбувалося 4 ярмарки[5].
- 1860 — 1861 роки — У Миргородському повітовому училищі викладає словесність відомий український письменник Анатолій Свидницький. У Миргороді ж він написав свої найкращі твори — фольклорно-етнографічний нарис «Великдень у полян» та першу частину роману-хроніки «Люборацькі».
- 1865 рік — За підрахунками Осипа Бодянського, наведеними ним у «Пам'ятній книжці Полтавської губернії за 1865 рік», у Миргороді тоді було 9842 мешканці, 1166 будинків, 36 крамниць, повітове училище, лікарня, поштова станція; більшість населення займалося землеробством, близько тисячі осіб чумакували або ходили в різні місця на заробітки. У місті було 257 робітників, 166 купців, працювало 12 промислових підприємств — 10 олійних та два цегельні заводи.
- 1896 рік — У Миргороді було засновано художньо-промислову школу імені Миколи Гоголя. Нині це — Художньо-промисловий коледж ім. М. Гоголя Полтавського національного технічного університету імені Юрія Кондратюка — визнаний всією Україною центр художньої кераміки.
- 1900 рік — До Миргорода приїздить визначний український художник та етнограф Опанас Сластьон і стає викладачем та управителем Художньо-промислової школи імені Миколи Гоголя. Під час громадянської війни він очолив комісію зі збирання культурних і мистецьких цінностей на Миргородщині, а 1920 року заснував Мистецько-промисловий музей у Миргороді, якому подарував свою збірку старожитностей. 1928 року вийшов на пенсію. Похований на Миргородському центральному цвинтарі[6].
- 1901 — відкрито залізничну станцію Миргород Києво-Полтавської залізниці.
- 1902 рік — На Привокзальній площі ст. Миргород встановили бронзовий бюст Миколи Гоголя. Відтоді ж головна вулиця міста називається його іменем.
- березень 1917 — Миргород входить до складу Української Народної Республіки.
- квітень 1917 року — У міській лазні Миргорода відкривається ванне відділення, що стало початком Миргородкурорту.
- 1922 — 1941 та 1943 — 1991 роки — Радянська окупація Миргорода. За цей час місто пережило два голодомори — 1932–1933 та 1946–1947. У пам'ять про цей злочин у місті організований Музей пам'яті жертв на території колишнього дитячого концтабору.
- 1941 — 1943 роки — Нацистська окупація Миргорода, зокрема, з 1 вересня 1942 по 18 вересня 1943 року він — центр Миргородського ґебіту.
- 8 лютого 1946 року — було засновано Миргородську школу механізації сільського господарства. Нині — Професійно-технічне училище №44 м. Миргорода, що готує кваліфікованих кадрів на базі базової та повної загальної середньої освіти.[7]
- На 1966 рік в місті діяло уже 22 підприємства. Протягом 1959-1965 років стали до ладу потужний хлібокомбінат, 124-метровий залізобетонний міст через річку Хорол, овочеконсервний завод, універмаг, вузол зв’язку, кінотеатри, заасфальтовано центральну вулицю імені Гоголя. Було розпочато газифікацію міста.[8]
- 6 грудня 1976 року — указом Президії Верховної Ради УРСР Миргород віднесено до категорії міст обласного підпорядкування (раніше Миргород мав цей статус з 30 грудня 1962 по 4 січня 1965 роки).
- 11 квітня 1977 року — указом Президії Верховної Ради УРСР до складу Миргорода було включено села Зінчаші та Почапці.
- 6 вересня 2001 року — Миргородською міськрадою затверджені офіційний герб та прапор міста.
- липень 2001 року — Відбувся перший Міжнародний шаховий фестиваль. З того часу участь у ньому регулярно беруть шахісти України, Вірменії та Росії.
- 2001 рік — Перший щорічний Всеукраїнський фестиваль сучасного українського романсу «Осіннє рандеву», у якому беруть участь відомі співаки України. Організатори фестивалю — Полтавська обласна державна адміністрація, Миргородська міська рада, ПрАТ «Миргородкурорт», дирекція Міжнародного пісенного фестивалю «Доля» разом з Національною радіокомпанією України.
- 2001 рік — Вперше проходить рейтинг популярності «Людина року Миргорода». Цей захід не втрачає своєї актуальності протягом усього його існування, а його родзинкою стала презентація чотириметрового рушника — оберега Миргородської громади. Український оберіг вишивали протягом року понад 30 найкращих вишивальниць міста.
- 2003 рік — Перший всеукраїнський турнір з греко-римської боротьби ім. Івана Зубковського. Згодом турнір став відомим і популярним не лише серед усіх областей України, а й серед борців з Білорусі, які регулярно на нього приїздять.
- 5 квітня 2009 року — Миргородською міською організацією Української Народної Партії відкритий меморіал у знак пам'яті учасникам повстання проти більшовицько-чекістського терору, яке відбулося 1-4 квітня 1919 року під проводом Сергія Дубчака.
- 15-16 жовтня 2011 року — У Миргороді вперше відбувається гастрономічний фестиваль «Миргородська свиня-2011». Захід зібрав гостей з усієї України, які мали змогу взяти участь у нетрадиційних видовищних конкурсах, оцінити виступи народних самодіяльних колективів Миргорода та гостей фестивалю.
- 2011 рік — На честь 20-ї річниці Незалежності України вперше проводиться фестиваль «Миргородфест».
- 2011 рік — У Миргороді відбувся Перший Всеукраїнський фестиваль-конкурс «Соловейко України». Учасниками телевізійного шоу стали 33 солісти та дитячі колективи з 18 регіонів України.
- 2011 рік — Уперше проходить тур молодіжної баскетбольної ліги України
- липень 2012 року — В Миргороді освячується місце та починається будівництво першої православної церкви Миргорода Київського Патріархату.
- У вересні 2012 року — Вдруге відбувається гастрономічний фестиваль «Миргородська свиня-2012».
- 30 березня — 1 квітня 2013 — Перший Всеукраїнський Фестиваль Дерев'яної скульптури «Гоголь-парк».
- серпень 2013 — В Миргороді проходить ювілейний — 47-й Сорочинський ярмарок.
- 22 лютого 2014 — почалась декомунізація Миргородщини. Цього дня демонтували пам'ятник Леніну.

### Російсько-українська війна
2 квітня 2022 року загарбниками було випущено 3 ракети по інфраструктурних об'єктах в місті. Силами й засобами протиповітряної оборони Збройних сил України вдалося знищити декілька ворожих крилатих ракет. Однак унаслідок обстрілу пошкоджені злітна смуга Миргородської авіабази, інфраструктура аеродрому та сталося загоряння складу паливно-мастильних матеріалів.
Вночі з 8 на 9 квітня 2022 року російськими загарбниками було обстріляно інфраструктурний об'єкт в місті, відомо про двох постраждалих.

## Економіка міста

### Машинобудування та металообробка
- ПАТ «Армапром»[11]

### Виробництво пластмасових виробів
- ТОВ виробничо-комерційне підприємство «Миргородський завод термозберігаючих конструкцій»

### Деревообробна промисловість
- ДП «Миргородське лісове господарство»

### Поліграфія
- ТОВ видавництво «Миргород»

### Легка промисловість
- ТОВ «Світлана»
- ТОВ « Велс»

### Харчова промисловість
- ТДВ Миргородський хлібозавод;
- ПАТ Миргородський завод мінеральних вод;
- ТОВ «Миргородський елеватор»;
- ТОВ «Миргородська олія» є виробником натуральних бакалійних продуктів під торговою маркою «Миргород продукт»;
- ДП ДАК "Хліб України «Миргородський комбінат хлібопродуктів №1»;
- ПП «Автостар»;
- ТОВ «Аква Миргород».

## Транспорт

### Залізничний

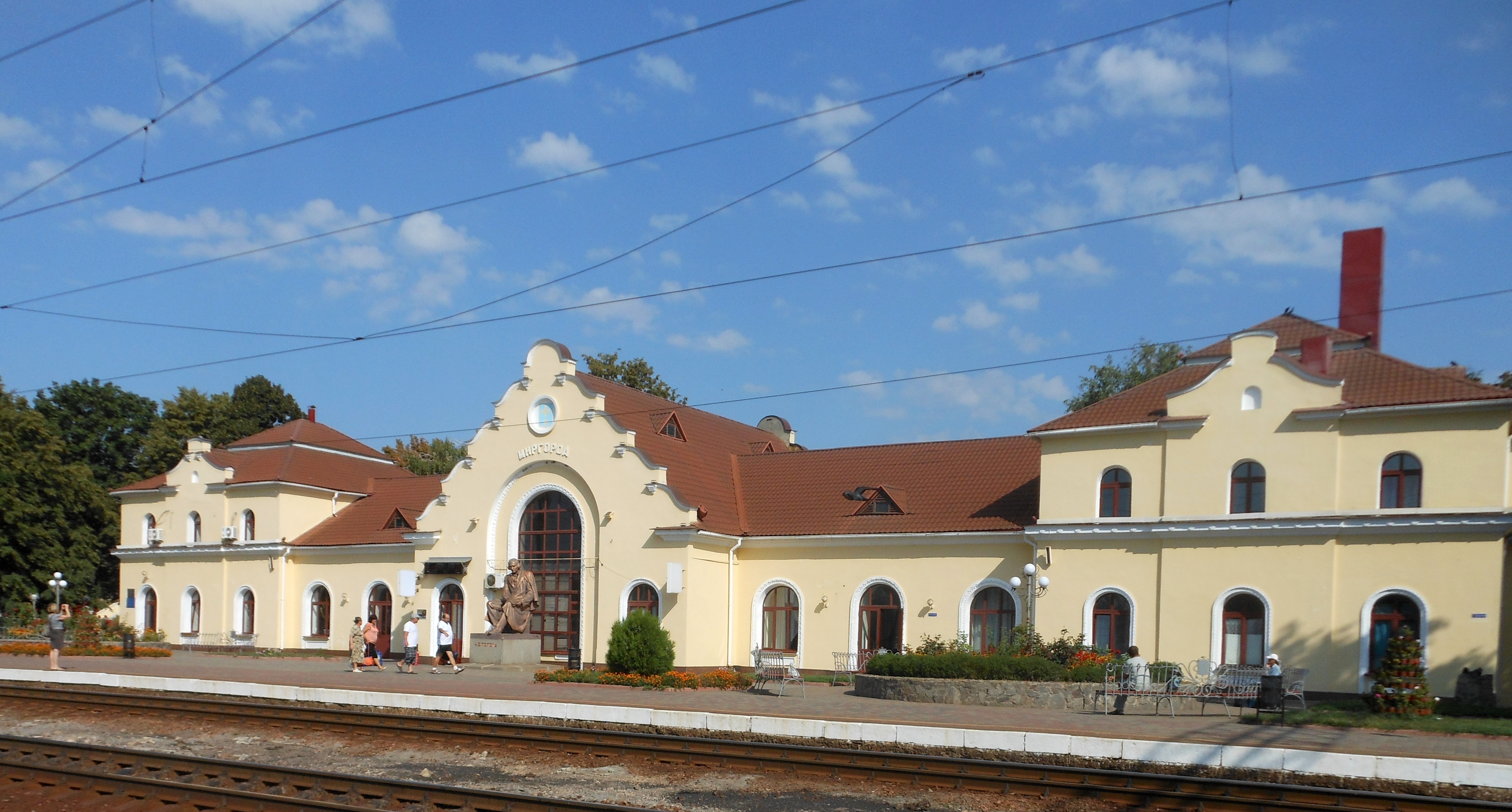
Залізнична станція Миргорода та пам'ятник Гоголю

Залізничний вокзал «Миргород» — розташований на основному напрямку Харків — Київ, на відліку між станціями Полтава — 100 км, Ромодан — 26 км.

### Автобусний
Автовокзал «Миргород» — вул. Воскресінська, 9 (центр міста, біля центрального ринку). Власник: ВАТ «Полтаваавтотранс».

### Локальні перевезення
Територією міста пасажирів перевозять 10 автобусів марки «Газель», 3 — «ПАЗ», 5 — «Богдан», 10 автобусів типу «Рута», 4 — «Дельфін» та 3 автобуси марки «Еталон» товариства з обмеженою відповідальністю «Мир-Авто». У місті також діють 13 приватних підприємств, що займаються перевезенням пасажирів у таксі.

## Банківська сфера
У місті працюють (на квітень 2024 року) 9 відділень всеукраїнських та регіональних банків

## Туризм

### Заклади харчування
Місто має 32 заклади ресторанного типу (бари, ресторани, кав'ярні, кафе).

### Готелі
На території міста Миргород розташовані такі готелі:
| # | Назва                                  | Адреса                                                         | Вебсайт                                                                     | Рік відкриття |
| - | -------------------------------------- | -------------------------------------------------------------- | --------------------------------------------------------------------------- | ------------- |
| 1 | Готельно-ресторанний комплекс Миргород | м. Миргород, Полтавської обл., вул. Гоголя, 102, 37600         | https://web.archive.org/web/20121019085714/http://hotelmirgorod.com.ua/ukr/ | ?             |
| 2 | Готельно-ресторанний комплекс Гоголь   | м. Миргород, Полтавської обл., вул. Якова Усика, 18            | http://gogol.com.ua/ [Архівовано 5 грудня 2012 у Wayback Machine.]          | 200?          |
| 3 | Готель «Вілла Діамант»                 | м. Миргород, Полтавської обл., вул. Троїцька, 1-б, 37600       | http://vdiamant.com [Архівовано 14 січня 2019 у Wayback Machine.]           | 200?          |
| 4 | Готель «Villa OTTE»                    | м. Миргород, Полтавської обл., пров. Боровиковського, 2, 37600 | https://otte-hotel.com.ua [Архівовано 8 квітня 2022 у Wayback Machine.]     | 2014          |

### Курорти

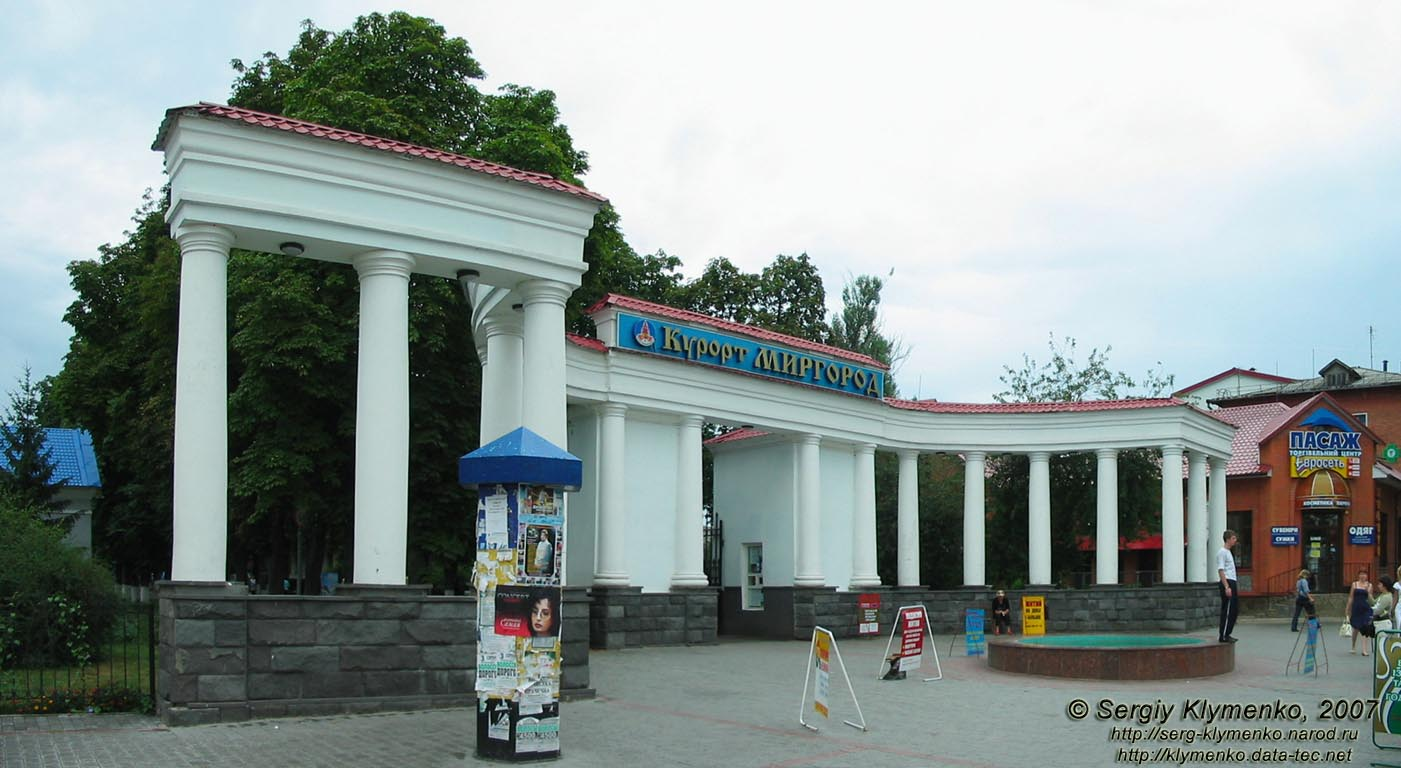
Центральний вхід до Миргород-курорту

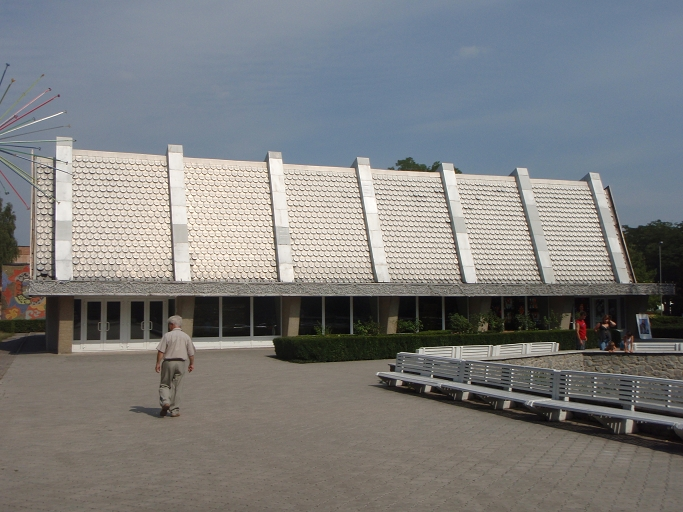
Бювет мінеральних вод Миргород-курорту

#### Миргородкурорт
1914 року головою Миргородської міської управи було обрано відомого лікаря Івана Зубковського. На той час місто нараховувало лише 8 тисяч мешканців і не мало водогону, а через посуху в колодязях стала пропадати вода. Отож з ініціативи нового голови почали шукати вихід — бурити свердловину. 22 лютого 1914 року з неї пішла перша вода, забивши потужним фонтаном із глибини 673 метри. То була рідина брудна, несмачна та ще й з неприємним запахом (через вміст сірководню). А втім, через дефіцит доброї води люди набирали й таку. Малопридатну для пиття, її використовували для побутових потреб. Після купання багато хто хвалився, що почувається ліпше. Пішов розголос про цілющу силу миргородської води. Либонь, рекламі сприяли ярмарки, зокрема й Сорочинський, на які люд збирався звідусіль. З далеких хуторів та сіл їхали до знаменитої «Гоголівської» калюжі по воду. Через деякий час Іван Зубковський, помітивши, що рани ліпше гояться, коли їх промивати цією водою, а поливані нею рослини ростуть краще, тварини менше хворіють, хворі на радикуліт та золотуху швидше одужують після купелей, розіслав проби на дослідження. Аналізи робили в Києві, Санкт-Петербурзі, Харкові та Катеринославі. Висновків чекали довго, не раз нагадували та просили, згодом посилали проби повторно. Нарешті дістали відповідь: вода цілюща, не поступається соденській та знаменитій баден-баденській, а за деякими характеристиками навіть перевищує їх.
Міська дума ухвалила рішення просити грошей в уряду на будівництво курорту, готелю, водолікарні, плавального басейну сумою 600 тисяч карбованців. Підтримки з боку уряду не було, тому Іван Зубковський власним коштом облаштував при міській лазні «курорт» по-миргородському (на п'ять ванн для «зовнішнього користування»). Розробили «Тимчасові правила для хворих, що користуються лікувальними ваннами при Миргородському мінеральному джерелі» («Временные правила для больных, пользующихся лечебными ваннами при Миргородском минеральном источнике»). Процедури дозволяли приймати лише за рекомендацією лікаря. На одну ванну відводили 40 хвилин, що коштувало 75 копійок. На курс — від п'яти до десяти купелей. Одна ванна призначалася для бідних, які не могли оплатити лікування. Після повторного аналізу 1916 року миргородською водою почали лікувати хвороби шлунка та кишечника.
Після лютневої революції 1917 року Зубковський звернувся до Тимчасового уряду з проханням виділити гроші на розбудову оздоровниці, проте відповіді не дочекався.
1918 року нарешті відкрили приміщення водолікарні, котре згодом стало візитівкою й символом міста. Збудували його за проектом художника Опанаса Сластьона (він же розробив емблему курорту). Який вигляд мала оздоровниця, можна побачити на етикетках миргородської мінеральної води: одноповерхова споруда під червоною черепицею. Активно розвиватися курорт почав лише в другій половині 1920-х років. У миргородській водолікарні свого часу приймали ванни Нестор Махно, Іван Козловський, Іван Паторжинський, Марія Литвиненко-Вольгемут. 1922 року Іван Зубковський уперше застосував ще й торфо-грязелікування. Проіснувала ця споруда майже шістдесят років.
У 30-х роках споруджено нові спальні корпуси, здійснено заходи щодо доброустрою території санаторію. Завдяки цьому тут  у 1937 році лікувалося понад 11 тис. хворих. У 1939 році на курорті діяли кімнати для вуглецевих ванн, інгаляторів, грязелікарня, відділення лікувального масажу, рентгенівський кабінет, клінічна лабораторія.
1976 року старе приміщення водолікарні розібрали, бо з'явилася небезпека, що стіни не витримають дах (стіни було зроблено з очерету (підручного матеріалу): зв'язані у кулі стебла обмазували глиною). Час і волога зробили свою руйнівну справу: стіни вгиналися під вагою черепиці й могли будь-якої миті завалитися. Тому обережно зняли раритетну черепицю в сподіванні, що колись екзот відновлять, проте не відновили досі, хоча курорт розвивається.
Нині до комплексу «Миргород-курорт» входять санаторії «Березовий гай», «Полтава», «Хорол» та «Миргород».    

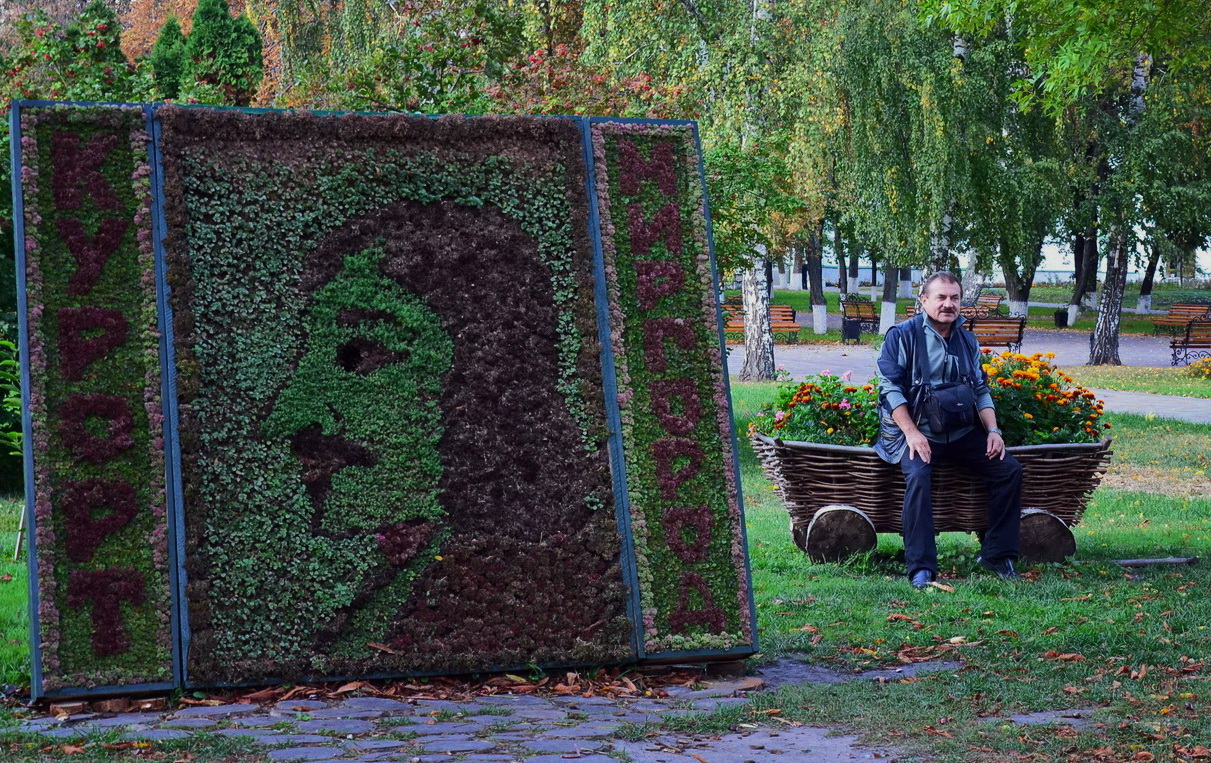
Креативні парки на території Миргородкурорту

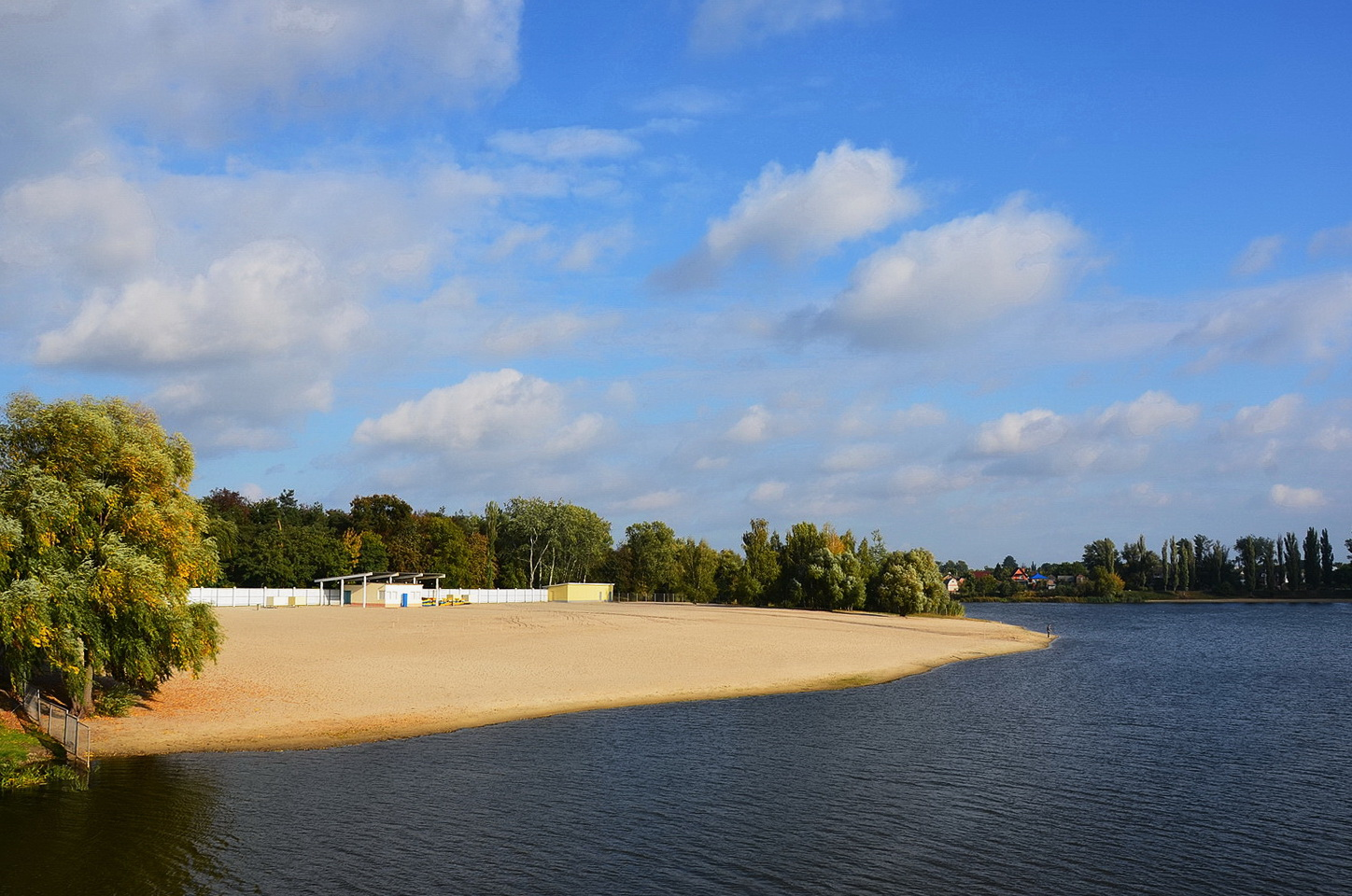
Пляжі на території Миргородкурорту

#### Санаторій імені Миколи Гоголя Південної залізниці
Санаторій імені Миколи Гоголя (раніше він звався «Південний») належить Південній залізниці. Він спеціалізований на діагностиці, лікуванні та реабілітації осіб із захворюваннями травної та опорно-рухової систем.

#### Реабілітаційний центр «Миргород» МВС України
Реабілітаційний центр «Миргород» МВС України — це санаторій Міністерства внутрішніх справ України, розташований у місті Миргород Полтавської області і призначений для лікування, в основному, гастроентерологічних захворювань.

#### Спеціалізований санаторій «Слава»
Санаторій «Слава» належить Міністерству праці і соціальної політики України і призначений для лікування гастроентерологічних захворювань пенсіонерів.

#### Санаторій «Райдужний»
Санаторій «Райдужний» — приватний санаторій, відкритий на території курорту «Миргород» у 2005 році.

#### Список усіх курортів на території міста
| № | Розташування курорту              | Назва курорту                                     | Рік заснування | Назва санаторіїв курорту                          | Загальна к-сть місць (одномісні, двомісні, люкс і т. д.) | Власник                                                                             | Остання реновація (значний ремонт або нова будівля) | Основний напрямок оздоровлення                                                 | Класифікація курорту(ів)                        | Адреса оф. вебсайту |
| 1 | Центрально-західна частина міста  | ПрАТ Миргородкурорт¹                              | 1917           | Хорол                                             | 358                                                      | ЗАТ лікувально-оздоровчих закладів профспілок України «Укрпрофоздоровиця» (м. Київ) | 2010                                                | оздоровлення вагітних                                                          | бальнеологічний, грязьовий, кліматичний, питний | http://mirgorodkurort.com.ua [Архівовано 13 серпня 2016 у Wayback Machine.]                                                                                 |
| 2 | Центрально-західна частина міста  | ПрАТ Миргородкурорт¹                              | 1917           | Миргород                                          | 426                                                      | ЗАТ лікувально-оздоровчих закладів профспілок України «Укрпрофоздоровиця» (м. Київ) | 2010                                                | лікування неврологічних патологій                                              | бальнеологічний, грязьовий, кліматичний, питний | http://mirgorodkurort.com.ua [Архівовано 13 серпня 2016 у Wayback Machine.]                                                                                 |
| 3 | Центрально-західна частина міста  | ПрАТ Миргородкурорт¹                              | 1917           | Полтава                                           | 448                                                      | ЗАТ лікувально-оздоровчих закладів профспілок України «Укрпрофоздоровиця» (м. Київ) | 2010                                                | захворювання кардіологічного профілю                                           | бальнеологічний, грязьовий, кліматичний, питний | http://mirgorodkurort.com.ua [Архівовано 13 серпня 2016 у Wayback Machine.]                                                                                 |
| 4 | Центрально-західна частина міста  | ПрАТ Миргородкурорт¹                              | 1917           | Березовий Гай                                     | 538                                                      | ЗАТ лікувально-оздоровчих закладів профспілок України «Укрпрофоздоровиця» (м. Київ) | 2010                                                | цукровий діабет                                                                | бальнеологічний, грязьовий, кліматичний, питний | http://mirgorodkurort.com.ua [Архівовано 13 серпня 2016 у Wayback Machine.]                                                                                 |
| 5 | Центрально-західна частина міста  | Санаторій Райдужний                               | 2007           | Райдужний                                         | ?                                                        | Приватний інвестор з із Тюмені (Російська Федерація)                                | 2010                                                | ?                                                                              | ?                                               | ? |
| 6 | Центрально-східна частина міста   | Санаторій імені Миколи Гоголя Південної залізниці | 1981           | Санаторій імені Миколи Гоголя Південної залізниці | 300                                                      | Укрзалізниця (Південна залізниця)                                                   | 2010                                                | діагностика та лікування захворювань травної системи і опорно-рухового апарату | бальнеологічний, кліматичний, питний            | http://www.gogolsanat.com.ua/ [Архівовано 11 квітня 2010 у Wayback Machine.]                                                                                |
| 7 | Центрально-північна частина міста | Реабілітаційний центр «Миргород» МВС України      | 1981           | Санаторій «Миргород» МВС України                  | 202                                                      | МВС України                                                                         | ?                                                   | гастроентерологічні захворювання, лікування органів опори і руху               | ?                                               | http://mrcmirgorod.com.ua [Архівовано 18 лютого 2009 у Wayback Machine.] https://web.archive.org/web/20020710203435/http://health.centrmia.gov.ua/mirua.htm |

¹ Повна назва Приватне акціонерне товариство «Миргородкурорт»

### Кінотеатри
У лютому 2017 року у місті відкрився кінотеатр у ТРЦ «Мир» кінотеатральної мережі Wizoria.

## Населення

### Чисельність
| 1897     | 1926     | 1939     | 1959     | 1970     | 1979     | 1989     |
| -------- | -------- | -------- | -------- | -------- | -------- | -------- |
| ▲ 10 097 | ▲ 13 825 | ▲ 18 690 | ▲ 24 646 | ▲ 28 407 | ▲ 39 572 | ▲ 46 663 |
| 2001     | 2003     | 2004     | 2005     | 2006     | 2007     | 2008     |
| ▼ 42 886 | ▼ 42 451 | ▼ 42 247 | ▼ 42 011 | ▼ 41 793 | ▼ 41 578 | ▼ 41 520 |
| 2009     | 2010     | 2011     | 2012     | 2013     | 2014     | 2015     |
| ▼ 41 483 | ▼ 41 374 | ▼ 41 239 | ▬ 41 240 | ▼ 41 109 | ▼ 40 876 | ▼ 40 603 |
| 2016     | 2017     | 2018     | 2019     | 2020     | 2021     | 2022     |
| ▼ 40 413 | ▼ 40 195 | ▼ 39 876 | ▼ 39 575 | ▼ 39 099 | ▼ 38 477 | ▼ 37 866 |

Розподіл населення за віком та статтю (2001):
| Стать | Всього | До 15 років | 15-24 | 25-44 | 45-64 | 65-85 | Понад 85 |
| --- | ------ | ----------- | ----- | ----- | ----- | ----- | -------- |
| Чоловіки | 19 149 | 3368        | 3093  | 5828  | 5001  | 1776  | 83       |
| Жінки | 22 126 | 3143        | 2677  | 6497  | 6141  | 3363  | 305      |
| \| Статево-вікова піраміда \| Статево-вікова піраміда \| Статево-вікова піраміда \| \| ----------------------- \| ----------------------- \| ----------------------- \| \| Чоловіки \| Вік \| Жінки \| \| 83 \| 85 + \| 305 \| \| 132 \| 80-84 \| 441 \| \| 388 \| 75-79 \| 910 \| \| 635 \| 70-74 \| 1092 \| \| 621 \| 65-69 \| 920 \| \| 1158 \| 60-64 \| 1493 \| \| 760 \| 55-59 \| 1001 \| \| 1482 \| 50-54 \| 1677 \| \| 1601 \| 45-49 \| 1970 \| \| 1593 \| 40-44 \| 1891 \| \| 1409 \| 35-39 \| 1560 \| \| 1310 \| 30-34 \| 1467 \| \| 1516 \| 25-29 \| 1579 \| \| 1443 \| 20-24 \| 1368 \| \| 1650 \| 15-20 \| 1309 \| \| 1466 \| 10-14 \| 1389 \| \| 1076 \| 5-9 \| 969 \| \| 826 \| 0-4 \| 785 \| |        |             |       |       |       |       |          |
| Статево-вікова піраміда |        |             |       |       |       |       |          |
| Чоловіки | Вік    | Жінки       |       |       |       |       |          |
| 83 | 85 +   | 305         |       |       |       |       |          |
| 132 | 80-84  | 441         |       |       |       |       |          |
| 388 | 75-79  | 910         |       |       |       |       |          |
| 635 | 70-74  | 1092        |       |       |       |       |          |
| 621 | 65-69  | 920         |       |       |       |       |          |
| 1158 | 60-64  | 1493        |       |       |       |       |          |
| 760 | 55-59  | 1001        |       |       |       |       |          |
| 1482 | 50-54  | 1677        |       |       |       |       |          |
| 1601 | 45-49  | 1970        |       |       |       |       |          |
| 1593 | 40-44  | 1891        |       |       |       |       |          |
| 1409 | 35-39  | 1560        |       |       |       |       |          |
| 1310 | 30-34  | 1467        |       |       |       |       |          |
| 1516 | 25-29  | 1579        |       |       |       |       |          |
| 1443 | 20-24  | 1368        |       |       |       |       |          |
| 1650 | 15-20  | 1309        |       |       |       |       |          |
| 1466 | 10-14  | 1389        |       |       |       |       |          |
| 1076 | 5-9    | 969         |       |       |       |       |          |
| 826 | 0-4    | 785         |       |       |       |       |          |

### Національний склад
Національний склад населення за даними перепису 2001 року:
| Національність | Кількість осіб | Відсоток |
| -------------- | -------------- | -------- |
| українці       | 36989          | 89,62 %  |
| росіяни        | 3723           | 9,02 %   |
| білоруси       | 208            | 0,50 %   |
| вірмени        | 66             | 0,16 %   |
| азербайджанці  | 32             | 0,08 %   |
| інші           | 257            | 0,62 %   |

### Мова
Мовний склад населення за даними перепису 2001 року:
| Мова            | Кількість осіб | Відсоток |
| --------------- | -------------- | -------- |
| українська      | 36429          | 88,26 %  |
| російська       | 4680           | 11,34 %  |
| білоруська      | 48             | 0,12 %   |
| вірменська      | 46             | 0,11 %   |
| азербайджанська | 23             | 0,06 %   |
| інші            | 49             | 0,12 %   |

## Освіта
У місті працює 7 загальноосвітніх шкіл І-ІІІ ступенів; 2 профільно-технічних училища; 6 дошкільних навчальних закладів; 4 позашкільних заклади, підпорядковані відділу освіти Миргородської міської ради.
| #  | Назва школи | Адреса                                                             | К-сть учнів | Директор                        | Рік заснування | Форма власності | Профіль навчання |
| -- | --- | ------------------------------------------------------------------ | ----------- | ------------------------------- | -------------- | --------------- | --- |
| 1  | Миргородська загальноосвітня школа І-ІІІ ступенів № 1 імені Панаса Мирного                                                       | м. Миргород, Полтавська обл., 37602, вул. Гоголя, 173/2            | 816         | Фененко Валентина Василівна     | 1907 року      | Публічна школа  | Біотехнологічний |
| 2  | Миргородська загальноосвітня школа І-ІІІ ступенів № 3                                                                            | м. Миргород, Полтавська обл., 37600, вул. Гоголя, 10               | 252         | Пляшник Людмила Сергіївна       | 1923 року      | Публічна школа  | Безпрофільний |
| 3  | Миргородська спеціалізована школа № 5                                                                                            | м. Миргород, Полтавська обл., 37600, вул. Івана Білика, 4          | 900         | Горобець Сергій Миколайович     | 1969 року      | Публічна школа  | Поглиблене вивчення англійської мови |
| 4  | Миргородський ліцей імені Тараса Григоровича Шевченка                                                                            | м. Миргород, Полтавська обл., 37600, вул. Гоголя, 90               | 800         | Аршинніков Олександр Григорович | 1937 року      | Публічна школа  | Математичний та філологічний профіль навчання (українська філологія). |
| 5  | Миргородська загальноосвітня школа І-ІІІ ступенів № 7                                                                            | м. Миргород, Полтавська обл., вул. Багачанська, 51                 | 212         | Василевич Володимир Леонардович | 1962 року      | Публічна школа  | Економічний профіль. |
| 6  | Миргородська загальноосвітня школа I-III ступенів № 9                                                                            | м. Миргород, Полтавська обл., вул. Перемоги, 11                    | 550         | Лушин Юрій Васильович           | 1985 року      | Публічна школа  | Правовий профіль. |
| 7  | Виховний комплекс «Гелікон» | м. Миргород, Полтавська обл., 37600 вул. Кашинського, 9            | 127         | Карач Ірина Анатоліївна         | 1996 року      | Публічна школа  | Універсальний |
| 8  | Миргородська спецшкола-інтернат І-ІІІ ступенів                                                                                   | м. Миргород, Полтавська обл., вул. Заливна, 11                     | 133         | Похно Євген Євгенович           | 1938 року      | Публічна школа  | Для дітей з вадами слуху. |
| 9  | Професійно-технічне училище №44 м. Миргорода                                                                                     | м. Миргород, Полтавська обл., вул. Козацька, 26 Вебсайт: ptu44.com | 420         | Широка Валентина Михайлівна     | 1946 року      | Публічне ПТУ    | Тракторист-машиніст с\г виробництва, електромонтер по ремонту і обслуговуванню електроустаткування, кухар-кондитер, кухар-бармен, перукар модельєр, кравець, муляр штукатур та загальна середня освіта. |
| 10 | Миргородський художньо-промисловий коледж ім. М.В. Гоголя Полтавського національного технічного університету ім. Юрія Кондратюка | м. Миргород, Полтавська обл., вул. Гоголя, 146                     | 800         | Кікто Світлана Михайлівна       | 1896 року      | Публічне ПТХУ   | Кераміка, теплотехніка, декоративно-прикладне мистецтво, економіка підприємства, фінанси і кредит, екологія, готельне обслуговування, діловодство                                                       |

## ЗМІ
| # | Назва                                 | Адреса                                                           | Головний редактор / Директор    | Рік заснування     | Власник                    |
| - | ------------------------------------- | ---------------------------------------------------------------- | ------------------------------- | ------------------ | -------------------------- |
| 1 | Міська телестудія Миргород            | м. Миргород, Полтавська обл., вул. Незалежності 2, 37600         | Омельченко Роман Миколайович    | 6 січня 2004 року. | Миргородська міська рада   |
| 2 | Міська радіокомпанія Миргород         | м. Миргород, Полтавська обл., вул. Незалежності 2 (27/19), 37600 | Явтушенко Валентин Анатолійович | 6 січня 2004 року  | Миргородська міська рада   |
| 3 | Газета «Миргород-наш дім»             | м. Миргород, Полтавська обл., вул. Незалежності 2, 37600         | Денисенко Валентина Василівна   | 19 квітня 2001     | Миргородська міська рада   |
| 4 | Газета «Слово лікаря»                 | м. Миргород, Полтавська обл., вул. Воскресінська, 9, 37600       | Тілікін Олександр Петрович      | 1992               | Газетна група «Моя газета» |
| 5 | Газета «Моя газета»                   | м. Миргород, Полтавська обл., вул. Кашинського, 26, 37600        | Бородовська Галина Іванівна     | 1993               | Газетна група «Моя газета» |
| 5 | Газета «МОЯ газета + БУЗА»            | м. Миргород, Полтавська обл., вул. Кашинського, 26, 37600        | Бородовська Галина Іванівна     | 1993               | Газетна група «Моя газета» |
| 6 | Газета «Вісник милосердя»             | м. Миргород, Полтавська обл., вул. Гоголя, 109а, 37600           |                                 | ?                  | [ 51 ]                     |
| 7 | КП Інформаційний центр «Миргородщина» | м. Миргород, Полтавська обл., вул. Кашинського, 21, 109а, 37600  |                                 | 1918               | Миргородська районна рада  |

## Релігійні центри міста

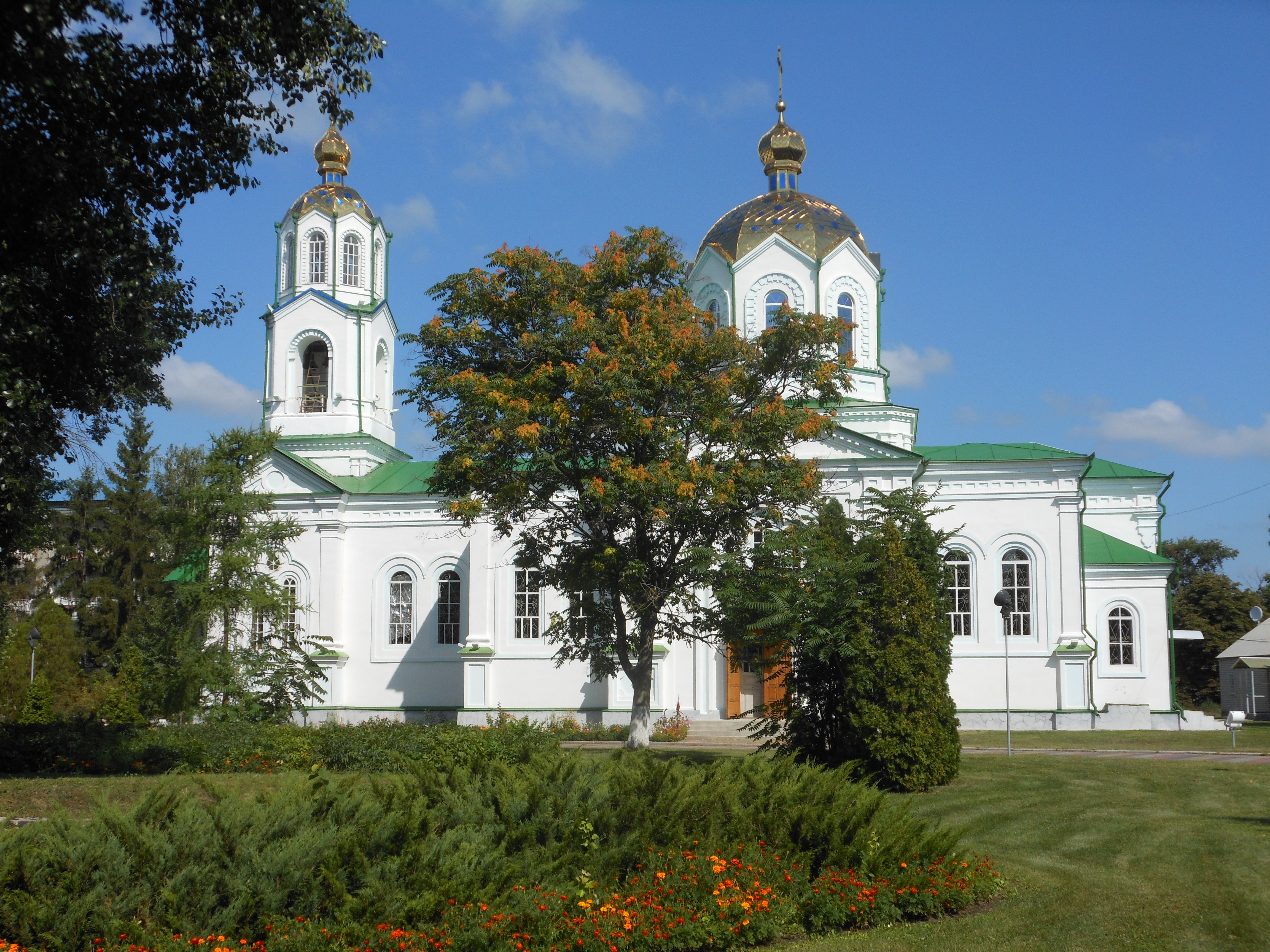
Успенський собор у Миргороді

Миргородська центральна мечеть

У місті діють такі церкви та громади:
- Свято-Троїцька Церква ПЦУ.
- церква Всіх Святих ПЦУ.
- Іоано-Богословська Церква УПЦ МП.
- Успенський Собор УПЦ МП.
- Божого Милосердя Церква Римо-католицька.
- Громада Християн євангельської віри — баптистів «Благодать».
- Громада Християн євангельської віри.
- Громада Християн євангельської віри «Салім».
- Громада Адвентистів сьомого дня.
- Громада місцевої харизматичної церкви «Життя в Ісусі».
- Помісна церква Християн віри євангельської.
- Громада Свідків Єгови.
- Юдейська релігійна громада.
- Миргородська центральна мечеть.

## Заклади культури
У місті діють такі заклади культури:
- Міський будинок культури. Адреса: вул. Київська, 1. Директор — Наріжна Олена Андріївна
- Миргородський краєзнавчий музей. Адреса: вул. Незалежності, 2. Директор — Фесенко Андрій Михайлович
- Миргородський літературно-меморіальний музей Давида Ґурамішвілі. Адреса: вул. Незалежності, 5. Директор — Діденко Тетяна Георгіївна
- Музей пам'яті жертв голодомору 1932 — 1933 років (на місці тодішнього дитячого притулку). Адреса: вул. Єрківська, 31;
- Бібліотека для дорослих ім. Д. Ґурамішвілі. Адреса: вул. Незалежності, 3. Завідувач — Федченко Алла Григорівна
- Міська бібліотека для дітей. Адреса: вул. Незалежності, 5. Завідувач — Макуха Ніна Яківна
- Центр культури та дозвілля. Адреса: вул. Личанська, 60/23. Директор — Бабич Лідія Василівна
- Дитяча музична школа ім. А. П. Коломійця. Адреса: вул. Сорочинська, 5. Директор — Кацарська Ірина Василівна.

## Військові частини Миргорода

На Миргородській авіабазі під час міжнародних маневрів «Безпечне небо» (2011)

На території міста Миргорода базуються авіабаза та база зв'язку ЗСУ.

### Військова авіабаза Миргорода
У місті на базі аеродрому розташована військова авіаційна частина. Зараз там базується 831-ша бригада тактичної авіації Повітряних Сил Збройних Сил України.

### Військова Частина Держспецзв'язку Миргорода
На території міста базується третій територіальний вузол урядового зв'язку Державної служби спеціального зв'язку та захисту інформації України, який має забезпечувати зашифрованим зв'язком український уряд. Очолює частину полковник Держспецзв'язку Гатанюк Сергій Анатолійович.
Військову частину зв'язку сформували в лютому 1943 року в Росії (Ростовська область). Із 1958-го вона в Миргороді. У 1996—2002 роках військові організовували урядовий зв'язок у Білорусі, Україні, Росії. Із жовтня 1998 року працюють у складі департаменту СБУ. На території частини діє єдиний в Україні музей військ зв'язку.

## Визначні місця
Див. також Вулиці Миргорода
- Поряд з Миргородом розташоване село Великі Сорочинці — місце проведення Сорочинського ярмарку.

|                                                      |                         |                                        |                                        |
| Пам'ятник І. Зубковському—засновнику миргородкурорта | Погруддя Бориса Грекова | Водограй на центральному майдані міста | Сонячний годинник на центральній площі |

|                             |                                                                               |                                                       | |                                                   |
| Пам'ятник Тарасові Шевченку | Пам'ятник «Миргородським козакам від нащадків», (навпроти краєзнавчого музею) | Пам'ятник Пузатому Пацюку (біля Миргородської калюжі) | Пам'ятник персонажу повісті М. В. Гоголя «Вечори на хуторі поблизу Диканьки» (на території курорту імені М. В. Гоголя) | Дерев'яна скульптура навпроти санаторію «Полтава» |

|                                                                |                                                           |                              |                                                      |                                              |
| Погруддя Панасу Мирному(На території Ліцею ім Панаса Мирного ) | Мозаїка Давиду Ґурамішвілі (на території Миргородкурорту) | Пам'ятник Давиду Ґурамішвілі | Пам'ятник Гоголю на території санаторію імені Гоголя | Пам'ятник Гоголю (біля Миргородської калюжі) |

|                               |                                      |                    |                     |                   |
| Курортна зона Миргородкурорту | Березовий гай (ландшафтний заказник) | Миргородський парк | Миргородська Калюжа | Готель «Миргород» |

|                                       |                                 |                                                            |                               |
| Меморіальний музей Давида Ґурамішвілі | Миргородський краєзнавчий музей‎ | Миргородський художньо-промисловий коледж імені М.В.Гоголя | Залізничний вокзал «Миргород» |

|                                                |                                                  |                                |
| Каплиця Святого Пантелеймона-цілителя (УПЦ МП) | Успенський собор (до 2023 р. УПЦ МП)(З 2023 ПЦУ) | Храм Іоанна Богослова (УПЦ МП) |

## Спорт

### Спортивні клуби
- Однойменний футбольний клуб, що виступає в Чемпіонаті Полтавської області з футболу.[59]

### ДЮСШ
- Миргородська ДЮСШ (Директор — Макушенко Вікторія Леонідівна). Профілі виховання: легка атлетика, баскетбол, волейбол, шахи, греко-римська боротьба, пауерліфтинг, футбол, настільний теніс, плавання. 2007 року було завершено реконструкцію спортивної зали та адміністративних приміщень.[60]

### Стадіони
"Міський стадіон «Старт» — основна фізкультурно-спортивна база міста.

## Відомі люди

### Уродженці Миргорода
- Анатолій Дімаров (Анатолій Андронікович Гарасюта) — український прозаїк, лауреат Державної премії України імені Т. Г. Шевченка (1982).
- Іван Білик та Панас Мирний — українські письменники (брати Рудченки).
- Борис Бокитько — військовий, громадський діяч; хорунжий кінноти Армії УНР.
- Володимир Бокітько — підполковник Армії УНР.
- Володимир Боровиковський — живописець.
- Сергій Буда — історик та перекладач.
- Наталія Шевченко- Фіналістка національного відбору на «Євробачення-2025».
- Михайло Гаврилко — український скульптор, ветеран Визвольних змагань 1917—1921.
- Григорій Андрієвський — єпископ Костромський і Галицький.
- Леонід Губерський — ректор Київського національного університету імені Тараса Шевченка.
- Федір Димар — підполковник Армії УНР.
- Василь Кваша (1917—1987) — український майстер різьблення на дереві.
- Олексій Кириченко — козак 4-ї Київської дивізії Армії УНР, Герой Другого Зимового походу.
- Ковган Леоніла Миколаївна (*1955) — український науковець в галузі радіаційного захисту, кандидат фізико-математичних наук, доктор технічних наук.
- Костюченко Іван Петрович (1910—1983) — український актор театру і кіно, заслужений артист Української РСР (1953).
- Олексій Коновал — публіцист, громадсько-політичний діяч, генеральний секретар ЦК УРДП, обраний на п'ятьох з'їздах, очолює Фонд імені Івана Багряного.
- Григорій Ксьонз — український художник.
- Павло Ксьонз — футболіст, гравець львівських «Карпат».
- Яків Куліченко — голова Миргородської Ради селянських депутатів, Миргородський міський голова, член Української Центральної Ради (1917—1918).
- Микола Куценко, лейтенант, захисник України, кавалер ордену «За мужність» III ступеня (посмертно).
- Олександр Лазарєв — український радянський педіатр.
- Павло Маляр (1910 – 2005) — український письменник-прозаїк.
- Петро Олексійович Масляк — науковець, академік Академії вищої школи України, професор КНУ ім. Тараса Шевченка, доктор географічних наук.
- Сергій Григорович Никоненко (1962—2015) — солдат ЗСУ, учасник російсько-української війни, батько Ярослави Сергіївни Никоненко.
- Никоненко Ярослава Сергіївна (1983—2019) — старший солдат Збройних сил України, учасник російсько-української війни донька Сергія Григоровича Никоненка.
- Іван Михайлович Стасенко — підполковник Армії УНР.
- Микола Омелянович Степаненко — український громадський і політичний діяч на еміграції, журналіст і літературознавець.
- Олег Андрійович Супруненко (1988 — 2017) голова фракції ВО «Свобода» у Миргородській міській раді, кандидат на виборах міського голови 2015 року, помер після тяжких поранень внаслідок сильного побиття.[61]
- Олександр Миколайович Тарасенко (1977—2015) — солдат Збройних сил України, учасник російсько-української війни.
- Андрій Федун — український адвокат.
- Лев Давидович Бєлькінд — радянський учений, інженер та історик, один з основоположників вітчизняної світлотехніки.
- Зінаїда Володимирівна Олексенко — художниця, поетеса, заслужений працівник промисловості України.
- Олександр Якович Оксанченко — військовий льотчик І класу; полковник, Герой України.
- Шевченко Віталій Володимирович (1991—2023) — молодший сержант Збройних сил України, учасник російсько-української війни. Герой України.

### Постаті, життя або діяльність яких пов'язана з містом
- Федір Балавенський — скульптор.
- Давид Ґурамішвілі — грузинський поет.
- Іван Зубковський — відомий лікар, засновник миргородського курорту.
- Василь Капніст — письменник і громадський діяч (мешкав поблизу міста).
- Фотій Красицький — художник.
- Василь Кричевський — художник.
- Стефан Куницький — гетьман Правобережної України (1683—1684), мешкав у Миргороді (1673 — не пізн.1677).
- Микола Лемик — політичний діяч, крайовий провідник ОУН на східноукраїнських землях.
- Василь Ломиковський — історик, етнограф, агроном, автор «Словника малоруської старовини» (1808).
- Софія Налепінська-Бойчук — художниця-графік, дружина Михайла Бойчука.
- Анатолій Свидницький — письменник, автор повісті «Люборацькі».
- Григорій Сковорода — філософ і поет, часто бував у місті.
- Опанас Сластіон — маляр-графік, етнограф, архітектор і педагог.
- Федоров Максим Сергійович (1978—2022) — український військовий льотчик-вертолітник, учасник російсько-української війни, полковник (посмертно).
- Тарас Шевченко кілька днів 1845 року мешкав у місті, написавши тут два невеликі вірші.

## Міста-побратими
- Рендолф, США
- Барбі, Німеччина
- Маарду, Естонія
- Згожелець, Польща
- Горна Оряховіца, Болгарія
- Єкабпілс, Латвія
- Звягель, Україна
- Мцхета, Грузія
- Хмільник, Україна
- Обухів, Україна
- Анікщяй, Литва
- Чортків, Україна[62]
- Надвірна, Україна

#### Місто-партнер
- Новорайськ, Україна[63]

#### Колишні міста-побратими
2 березня 2022 року Миргородська міська рада розірвала угоду про побратимство та співпрацю з білоруськими містами Речиця та Смолевичі.

## Цікаві факти
Щорічний фестиваль «Свято миргородської свині» проводиться в Миргороді на початку жовтня з 2010 року. На ньому готують страви з м'яса миргородської породи. Сало миргородської свині вважається еталоном сала й має ширину 4 сантиметра. Також місто відоме Сірою миргородською породою гусей. Миргородські гуси були досить поширені у минулому столітті по всій території України.